# Миколаївський обласний комітет Комуністичної партії України
Миколаївський обласний комітет Комуністичної партії України — орган управління Миколаївською обласною партійною організацією КП України (1937–1991 роки). Миколаївська область утворена 22 вересня 1937 року.

## Перші секретарі обласного комітету (обкому)
- вересень 1937 — 29 квітня 1938 — Волков Микола Федорович
- 29 квітня 1938 — лютий 1939 — Старигін Павло Іванович
- лютий 1939 — серпень 1941 — Бутирін Сергій Іванович
- березень 1944 — листопад 1946 (оф. 1947) — Філіпов Іван Маркелович
- 1947 — липень 1950 — Кириленко Андрій Павлович
- липень 1950 — 31 серпня 1961 — Маленкін Андрій Сергійович
- 31 серпня 1961 — 11 січня 1963 — Іващенко Олександр Венедиктович
- 11 січня 1963 — 7 грудня 1964 (сільський) — Барильник Тимофій Григорович
- 14 січня 1963 — 7 грудня 1964 (промисловий) — Іващенко Олександр Венедиктович
- 7 грудня 1964 — 5 березня 1969 — Попльовкін Трохим Трохимович
- 5 березня 1969 — 27 березня 1971 — Погребняк Яків Петрович
- 27 березня 1971 — 4 жовтня 1980 — Васляєв Володимир Олександрович
- 16 жовтня 1980 — 25 травня 1990 — Шараєв Леонід Гаврилович
- 25 травня 1990 — 10 січня 1991 — Грицай Іван Трохимович
- 10 січня 1991 — серпень 1991 — Матвєєв Володимир Йосипович

## Другі секретарі обласного комітету (обкому)
- вересень 1937 — травень 1938 — Дерев'янченко Дмитро Хрисанфович
- 29 травня 1938 — 16 травня 1941 — Максимов Панас Панасович
- 16 травня 1941 — серпень 1941 — Сиромолотний Іван Костянтинович
- грудень 1943 — грудень 1945 — Іванов Ілля Іванович
- березень 1946 — березень 1947 — Терещенко Степан Петрович
- березень (затв. у лютому) 1947 — вересень 1948 — Гордєєв Микола Павлович
- затв. вересень 1948 — 4 лютого 1951 — Ялтанський Петро Васильович
- 4 лютого 1951 — вересень 1952 — Татаренко Леонід Порфирійович
- вересень 1952 — 11 січня 1963 — Пінчук Андрій Степанович
- 11 січня 1963 — 7 грудня 1964 (сільський) — Кабашний Пилип Іванович
- 14 січня 1963 — 7 грудня 1964 (промисловий) — Васляєв Володимир Олександрович
- 7 грудня 1964 — грудень 1965 — Іващенко Олександр Венедиктович
- грудень 1965 — 27 березня 1971 — Васляєв Володимир Олександрович
- 23 квітня 1971 — квітень 1975 — Ведніков Василь Спиридонович
- квітень 1975 — 1983 — Земляний Микола Петрович
- 1983 — 1989 — Гордієнко Олексій Федорович
- 1989 — 10 січня 1991 — Матвєєв Володимир Йосипович
- січень 1991 — серпень 1991 — Прибиш Анатолій Іванович

## Секретарі обласного комітету (обкому)
- лютий 1938 — 29 квітня 1938 — Старигін Павло Іванович (3-й секретар)
- 29 квітня 1938 — 29 травня 1938 — Максимов Панас Панасович (3-й секретар)
- 29 травня 1938 — січень 1939 — Мірошкін Олександр Якимович (3-й секретар)
- лютий 1939 — листопад 1939 — Бєлишев Іван Олексійович (3-й секретар)
- квітень 1939 — листопад 1939 — Загородний Олексій Григорович (по пропаганді)
- травень 1939 — серпень 1941 — Рябчий Василь Григорович (по кадрах)
- грудень 1939 — серпень 1941 — Ярош Павло Арсентійович (3-й секретар)
- березень 1940 — серпень 1941 — Пахнін Олександр Іванович (по пропаганді)
- 16 травня 1941 — серпень 1941 — Максимов Панас Панасович (по машинобудуванню)
- 16 травня 1941 — серпень 1941 — Макеєв Петро Васильович (по промисловості)
- 16 травня 1941 — серпень 1941 — Удовицький Василь Семенович (по транспорту)
- березень 1944 — жовтень 1945 — Зеленчук Олександр Григорович (по кадрах)
- квітень 1944 — листопад 1946 — Бадаєв Фелікс Микитович (по пропаганді)
- липень 1944 — квітень 1945 — Якунін Микита Федорович (3-й секретар)
- жовтень 1945 — 4 лютого 1951 — Татаренко Леонід Порфирійович (по кадрах)
- квітень 1945 — березень 1947 — Гордєєв Микола Павлович (3-й секретар)
- листопад 1946 — березень 1948 — Шмалько Андрій Микитович (по пропаганді)
- затв. червень 1947 — 1951 — Фастовець Сергій Никифорович (3-й секретар)
- березень 1948 — 1950 — Ключник Лев Іванович (по пропаганді)
- затв. грудень 1950 — вересень 1952 — Степанов Петро Михайлович
- 4 лютого 1951 — вересень 1952 — Поздняков Микола Григорович
- 1951 (затв. у січні 1952) — вересень 1952 — Пінчук Андрій Степанович
- вересень — грудень 1952 — Зінченко Прокіп Климентійович
- затв. квітень 1953 — 1957 — Король Іван Овксентійович (по ідеології)
- червень 1954 — 11 січня 1963 — Момотенко Олександр Іванович (по сільському господарству)
- червень 1954 — 31 серпня 1961 — Іващенко Олександр Венедиктович (по промисловості)
- затв. вересень 1957 — 9 лютого 1960 — Грузін Степан Прокопович (по ідеології)
- 9 лютого 1960 — 11 січня 1963 — Гусєва Антоніна Йосипівна (по ідеології)
- 16 вересня 1961 — 11 січня 1963 — Малярчук Олексій Олександрович (по промисловості)
- 11 січня 1963 — 7 грудня 1964 — Васильєв Володимир Олександрович (сільський по ідеології)
- 11 січня 1963 — 7 грудня 1964 — Момотенко Олександр Іванович (сільський парт-держ. контроль)
- 14 січня 1963 — 3 вересня 1964 — Гусєва Антоніна Йосипівна (промисловий по ідеології)
- 14 січня 1963 — 7 грудня 1964 — Слєпушкін Юхим Васильович (промисловий парт-держ. контроль)
- 3 вересня 1964 — 7 грудня 1964 — Коровченко Андрій Григорович (промисловий по ідеології)
- 7 грудня 1964 — 30 вересня 1970 — Слєпушкін Юхим Васильович
- 7 грудня 1964 — 23 квітня 1971 — Ведніков Василь Спиридонович
- 7 грудня 1964 — 3 січня 1965 — Коровченко Андрій Григорович (по ідеології)
- 7 грудня 1964 — лютий 1966 — Момотенко Олександр Іванович (парт-держ. контроль)
- березень 1965 — 8 квітня 1983 — Васильєв Володимир Олександрович (по ідеології)
- 30 вересня 1970 — квітень 1975 — Земляний Микола Петрович (по сільському господарству)
- 23 квітня 1971 — 1988 — Дем'янов Веніамін Олексійович (по промисловості)
- квітень 1975 — жовтень 1975 — Зайвий Федір Федорович (по сільському господарству)
- жовтень 1975 — 6 травня 1987 — Захарченко Олексій Гаврилович (по сільському господарству)
- 8 квітня 1983 — 1989 — Грицай Іван Трохимович
- 6 травня 1987 — 1991 — Потапенко Анатолій Михайлович (по сільському господарству)
- 1988 — 1991 — Тазарачева Галина Михайлівна
- 1989 — 1991 — Агафонов Валерій Олексійович

## Заступники секретарів обласного комітету (обкому)
- квітень 1944 — квітень 1945 — Максимов Панас Панасович (заст. секретаря обкому по машинобудівній промисловості)
- затверджений жовтень 1945 — листопад 1948 — Астраханцев Георгій Панасович (заст. секретаря обкому по промисловості)
- 1945 (затверджений січень 1946) — листопад 1948 — Решетько Володимир Федорович (заст. секретаря обкому по транспорту)
- затверджений квітень 1946 — листопад 1948 — Трошин П.І. (заст. секретаря обкому по будівництву і будівельних матеріалах)
- затверджений квітень 1946 — листопад 1946 — Жуков Іван Олександрович (заст. секретаря обкому по машинобудівній промисловості)
- затверджений листопад 1946 — листопад 1948 — Красильников Л.І. (заст. секретаря обкому по торгівлі і громадському харчуванню)